# Traquete
Designa-se por traquete a vela que se encontra no mastro com o mesmo nome. É a vela de maior dimensão do mastro de vante (proa).